# Ricciocarpos
Ricciocarpos es un género de musgos hepáticas de la familia Ricciaceae. Comprende 4 especies descritas y de estas, solo 2 aceptadas.

## Taxonomía
El género fue descrito por August Carl Joseph Corda  y publicado en Naturalientausch 12(Beitr. Naturg. 1): 651. 1829.  La especie tipo es: Ricciocarpos natans (L.) Corda	

## Especies aceptadas
- Ricciocarpos natans (L.) Corda
- Ricciocarpos velutina (Wilson ex Hook. f.) Stephani